# Теофил Нови
Свети мученик Теофил Нови је хришћански светитељ.
Као војвода цара Константина и Ирине био је заробљен од Агарјана и четири године држан у тамници. Када је одбио сва наваљивања муслиманска, да напусти веру хришћанску, био је посечен мачем 784. године.
Српска православна црква слави га 30. јануара по црквеном, а 12. фебруара по грегоријанском календару.